# Маалагт
Ма́алагт (ест. Maalaht) — природне озеро в Естонії, у волості Куусалу повіту Гар'юмаа.

## Розташування
Маалагт належить до Гар'юського суббасейну Західноестонського басейну.
Озеро лежить на північний захід від села Війністу.
Акваторія водойми входить до складу національного парку Лагемаа (Lahemaa rahvuspark).

## Опис
Маалагт — дистрофне озеро з бурою водою.
Загальна площа озера становить 18,8 га. Довжина — 850 м, ширина — 400 м. Найбільша глибина — 0,5 м. Довжина берегової лінії — 2 245 м.